# Nawaf Al-Ahmad Al-Jaber Al-Sabah
Nawaf Al-Ahmad Al-Jaber Al-Sabah (født 25. juni 1937, død 16. december 2023) var emir af Kuwait. 
Han efterfulgte sin afdøde halvbror, Sheikh Sabah al-Ahmad al-Jaber al-Sabah, efter at være blevet udnævnt til kronprins den 7. februar 2006. Han var den 16. Emir af Kuwait, siden al-Sabah-familien tog magten i 1752.
Nawaf blev emir i 2020. Han døde 16. december 2023 i en alder af 86 år, og blev efterfulgt af sin halvbror, den 83-årige kronprins Meshal al-Ahmad al-Sabah. 